# Li Keran
Li Keran (chiń. 李可染; pinyin Lǐ Kěrǎn; ur. 26 marca 1907 w Xuzhou, zm. 5 grudnia 1989 w Pekinie) – chiński malarz.
Pochodził z ubogiej wiejskiej rodziny. W 1923 roku rozpoczął studia na Akademii Sztuk Pięknych w Szanghaju, później studiował w Hangzhou. W gronie jego nauczycieli znajdowali się Qi Baishi, Huang Binhong, Lin Fengmian oraz wykładający w Chinach francuski malarz André Claudot. W latach 30. i 40. wykładał m.in. w Wuhanie, po utworzeniu w 1949 roku Chińskiej Republiki Ludowej został wykładowcą Centralnej Akademii Sztuk Pięknych w Pekinie i wiceprzewodniczącym Chińskiego Stowarzyszenia Artystów. Po 1954 roku wiele podróżował po Chinach, malując pejzaże na łonie przyrody. Potępiony w okresie rewolucji kulturalnej, został skazany na rok reedukacji przez pracę na wsi. Powrócił do malowania po 1976 roku.
W swojej twórczości łączył tradycyjne chińskie malarstwo tuszem z elementami zaczerpniętymi z europejskiego malarstwa olejnego, wprowadzając perspektywę i chiaroscuro. Dużą wagę przywiązywał do zdobiącej obrazy kaligrafii. Tworzył głównie pejzaże, we wczesnym okresie twórczości malował głównie bawoły i pastuszków. Stopniowo wypracował własny styl, cechujący się intensywnym nasyceniem czernią i kolorem.